# مطار شيتشانغ تشينغشان
مطار شيتشانغ تشينغشان (بالإنجليزية: Xichang Qingshan Airport)‏ (إياتا: XIC، إيكاو: ZUXC) يقع في مدينة شيتشانغ في جمهورية الصين الشعبية. صنف مطار شيتشانغ تشينغشان في المرتبة التاسعة والستون في الصين من حيث عدد الركاب عام 2011 وفقًا لإدارة الطيران المدني في الصين، حيث تعامل مع 522,093 راكب، وبلغ إجمالي حركة الطائرات (القادمة والمغادرة) 5,156 طائرة وقد بلغت كمية البضائع المنقولة عبر المطار 3,367 طن.

## شركات الطيران والوجهات
| شركـات طيـران          | الوجهات |
| ---------------------- | --- |
| طيران الصين            | مطار بكين العاصمة الدولي، مطار تشنغدو تيانفو الدولي، مطار لاسا الدولي |
| Chengdu Airlines       | مطار تشنغدو تيانفو الدولي، Dazhou، مطار قوييانغ لونغدونغابو الدولي، مطار حيفي شينكياو الدولي، مطار لوئهو يونلونغ، مطار نانشونغ غاوبينغ، مطار نينغبو ليش الدولي |
| خطوط شرق الصين الجوية  | مطار نينغبو ليش الدولي، مطار شانغهاي بودنغ الدولي، مطار زوني شينزهو |
| خطوط جنوب الصين الجوية | مطار قوانغتشو باييون الدولي |
| طيران لونج             | مطار هانغتشو شياوشان الدولي، مطار نينغبو ليش الدولي |
| Qingdao Airlines       | مطار شيشوانغباننا غاسا |
| خطوط سيتشوان الجوية    | مطار بكين العاصمة الدولي، مطار تشانغشا هوانغوا الدولي، مطار تشانغتشو بيننو، مطار تشنغدو شوانغليو الدولي، مطار قوانغتشو باييون الدولي، مطار هايكو ميلان الدولي، مطار لانتشو تشونغ تشوان، مطار لوئهو يونلونغ، مطار ميانيانغ نانيجو، مطار نانجينغ الدولي، مطار نانينغ الدولي، مطار نينغبو ليش الدولي، مطار نينغشهاي ماينلينغ، مطار شينزين باوان الدولي، مطار ووهان الدولي، مطار شيان شيانيانغ الدولي، مطار تشنغتشو الدولي، مطار تشوهاى سانزو |
| خطوط زيامن الجوية      | مطار تشونغتشينغ جيانغبى الدولي، مطار شيامن قاوتشي الدولي |